# Laurent Monnier
Laurent Marie Étienne Monnier, né le 23 décembre 1847 à Poligny et mort le 7 juillet 1927 à Troyes, est un prélat français, évêque de Troyes de 1907 à 1927.

## Biographie
Il est le fils d'Edmond Monnier, maître de forges à Baudin, conseiller général du Jura et de Bathilde Collette de Baudicour.
Pour ses premières années d'études, il est confié à son cousin Adrien Gréa, fondateur des Chanoines réguliers de l'Immaculée Conception. Il poursuit sa scolarité au collège Saint-Clément de Metz.
Il est ordonné prêtre le 23 septembre 1871 dans la chapelle familiale du château de Baudin.
En 1898, Maillet nouvellement nommé évêque de Saint-Claude lui confie la cure de la cathédrale.
C'est dans cette cathédrale, le 21 novembre 1907 qu'il reçoit la consécration épiscopale.
Son oraison funèbre est prononcée par Gonon, évêque de Moulins le 31 août 1927 en la cathédrale Saint-Pierre-et-Saint-Paul de Troyes où il est inhumé dans le caveau des évêques dans la chapelle de la Vierge.